# Análise cultural
Análise cultural é uma disciplina que se baseia no uso de métodos de pesquisa qualitativa das artes, humanidades, ciências sociais, em particular da etnografia e antropologia, para coletar dados sobre fenômenos culturais e interpretar representações e práticas culturais em um esforço de se obter novos conhecimentos ou compreensão por meio da análise desses dados e processos culturais. Isso é particularmente útil para a compreensão e mapeamento  tendências, influências, efeitos e afetos dentro das culturas.
Existem quatro temas para a análise cultural sociológica:
- Adaptação e Mudança:Se refere a quão bem uma determinada cultura se adapta ao seu ambiente ao ser usada e desenvolvida. Alguns exemplos disso são alimentos, ferramentas, moradias, arredores, arte, etc. que mostram como uma determinada cultura se adaptou. Além disso, esse aspecto visa mostrar como a cultura dada torna o ambiente mais acolhedor.
- Como uma cultura é usada para sobreviver: Como a cultura estudada auxilia seus integrantes a sobreviverem ao ambiente.
- Holismo: A habilidade de organizar informações em uma única ideia, apresentando-as em seguida de maneira coerente.
- Expressões: Se concentra em estudar expressões e performances da cultura cotidiana.

## Análise Cultural nas Humanidades
Foi desenvolvido no cruzamento de estudos culturais, literatura comparativa, história da arte, belas artes, filosofia, teoria literária, teologia, antropologia. Desenvolvendo uma abordagem interdisciplinar para o estudo de textos, imagens, filmes e todas as práticas culturais relacionadas. Oferecendo uma abordagem interdisciplinar para a análise de representações e práticas culturais.
A Análise Cultural é também um método para se repensar nossa relação com a história, pois torna visível a posição do pesquisador, escritor ou estudante. A atual visão social e cultural na qual observamos práticas culturais passadas — a história — moldam as interpretações feitas do passado, enquanto a análise cultural também revela como o passado dá forma ao presente através da memória cultural, por exemplo. a análise cultural compreende a cultura como uma mudança constante de práticas que dialogam com o passado conforme o que foi registrado através de textos, imagens, estruturas, documentos, histórias, mitos, dentre outros.
Em adição de sua relação com demais disciplinas também interessadas em culturas como o que os indivíduos fazem e dizem, acreditam e pensam, como a etnografia e a antropologia a análise cultural como prática nas humanidades considera os textos e as imagens, os códigos e comportamentos, as crenças e imaginações que podem ser estudadas na literatura, filosofia e história da arte. Mas não limitando os significados aos métodos disciplinares, permitindo e requerendo o diálogo através de diferentes interpretações, sobre o que as pessoas fizeram e o que estão fazendo através de seus atos, discursos, práticas e declarações. A análise cultural cruza as fronteiras entre as disciplinas e também entre atividades culturais formais e informais.
Seu maior propósito é o de desenvolver ferramentas analíticas para ler e compreender uma ampla gama de práticas e formas culturais passadas e atuais.